# Gregorio Baro
Gregorio Baró (Santiago Temple, provincia de Córdoba, 19 de junio de 1928-Ciudad Autónoma de Buenos Aires, 28 de mayo de 2012) fue un científico argentino.

## Biografía
Hijo de españoles originarios de la Provincia de León, más precisamente de Cabreros del Río, se casó con la escritora platense María Dhialma Tiberti. Cursó sus primeros estudios superiores en la Escuela Técnica Otto Krause de Buenos Aires, de dónde se graduó como Técnico Químico en 1945. Luego completó una licenciatura seguida de un doctorado en química en la Universidad de Buenos Aires, realizando su tesis denominada Estado químico del arsénico formado por transformaciones nucleares en compuestos inorgánicos de germanio, selenio, bromo, y arsénico (Baro, 1961) bajo la dirección del profesor Adrian Aten del Instituut voor Kernphysisch Onderzoek, en Ámsterdam, Países Bajos y con una beca completa del Consejo Nacional de Investigaciones Científicas y Técnicas (Argentina) (CONICET). Además, entre enero de 1955 y julio de 1960 realizó estudios postdoctorales en Energía Nuclear bajo la dirección del profesor Walter Seelmann-Eggebert, discípulo del Premio Nobel Otto Hahn, en el Instituto Balseiro y el Centro Atómico Bariloche, en San Carlos de Bariloche, provincia de Río Negro, Argentina; y, en 1968, en el uso de los reactores nucleares para investigación y producción de radioisótopos en Bombay, India, a cargo de la Organización Internacional de Energía Atómica (OIEA).
Por su destacada labor científica fue nombrado Investigador Emérito por la Comisión Nacional de Energía Atómica, institución en la que trabajó más de 40 años y de la que fue director. Asimismo, la Universidad Mayor de San Andrés, Bolivia lo nombró doctor honoris causa de Radioquímica. Entre todos sus logros, quizás el más trascendente de su vida activa sea el descubrimiento de nuevos isótopos de rutenio, de rodio, de renio, de tungsteno, y de osmio, e, infatigable durante su retiro, el desarrollo de un agente de contraste para resonancia magnética.
De un carácter conciliador, siempre proactivo y optimista, ocupó diversos cargos en la Comisión Nacional de Energía Atómica, entre los que cabe destacar el de Director de Radioisótopos y Radiaciones. Durante cuarenta y dos años trabajó con prestigiosos científicos, todos pioneros de la Radioquímica argentina, tales como Sara Abecasis, Juan Flegenheimer, Jaime Pahissa-Campá, María Cristina Palcos, Enzo Ricci, Renato Radicella, Plinio Rey, Josefina Rodríguez, y Maela Viirsoo solo por mencionar algunos, al tiempo que interactuó también con científicos de otras disciplinas como Ernesto Sabato y César Milstein entre otros. Fue el representante argentino de la Unión Internacional de Química Pura y Aplicada (IUPAC) durante numerosos años. Además, actuó como asesor para la Comisión de Energía Atómica de Bolivia, para la Comisión Chilena de Energía Nuclear, para el Instituto de Asuntos Nucleares de Colombia, para la Organización Internacional de Energía Atómica en un proyecto en Asunción, Paraguay, para el Centro Atómico del Perú, y para el gobierno de la República Oriental del Uruguay.
También fue asesor científico de la empresa Noldor SRL, presidente del directorio de la empresa Córboba Alta Tecnología SE (CORATEC), miembro Fundador (1972) miembro del Tribunal de Honor de la Asociación Argentina de Tecnología Nuclear (AATN) y director de Laboratorios Bacon SAIC donde desarrolló entre otros un medio de contraste magnético y semillas de Iodo-125 para tratamiento de cáncer de próstata por braquiterapia.
En el ámbito de la educación, fue profesor en la Universidad de Buenos Aires, la Universidad Nacional de La Plata, la Universidad Nacional de Cuyo, la Universidad Nacional de Rosario y la Universidad Nacional del Litoral. Asimismo, dictó cursos sobre aplicación de Radioisótopos en la Asociación Médica de Bahía Blanca, en la Asociación de Medicina y Biología Nuclear Argentina, y en el Ministerio de Bienestar Social de la Provincia de Buenos Aires. Por otra parte, fue evaluador externo de la Comisión Nacional de Evaluación y Acreditación Universitaria de la República Argentina (CONEAU), miembro de distintos jurados en el concurso para cargos docentes, y miembro del jurado para el otorgamiento del Premio Dr. Martín B. Crespi, de la Sociedad Argentina de Radio-Farmacia.
Gregorio Baró fue socio de la Asociación Física Argentina, la American Nuclear Society, la Asociación Argentina de Medicina y Biología Nuclear, de la Asociación Argentina de Tecnología Nuclear. Fue además, editor de las revista Argentina Nuclear, y Radioanalytical and Nuclear Chemistry.
Participó, presentando trabajos, en más de 30 conferencias nacionales y 20 internacionales, realizó más de 20 visitas científicas en numerosos países, incluyendo Argentina Estados Unidos de América, Canadá, Alemania, Suecia, Brasil, Holanda y Reino Unido, Bélgica, entre otros, y publicó más de 80 artículos científicos en revistas académicas de todo el mundo.

## Obras publicadas
- BARO, G., REY, P. & SEELMANN-EGGEBERT, W. (1955). Dos nuevos isótopos de rutenio y rodio, Serie Química CNEA, 1 (3), 17-28.
- BARO, G., SEELMANN-EGGEBERT, W. & ZABALA, I. (1955). Un nuevo isómero del rodio-106, Serie Química CNEA, 1 (7), 29.41.
- FLEGENHEIMER, J., BARO, G., & MEDINA A. (1955). Die Kurzlebigen Molybdaen und Technetium isobare der massenzahl 105, Z. Naturforsch, 10 (10), 798-799.
- BARO, G., REY. P, & SEELMANN-EGGEBERT, W. (1955). Eine neue isobarenreihe 108 (110). Z. Naturforsch, 10 (1), 81 82.
- BARO, G. SEELMANN-EGGEBERT, W. & ZABALA, I. (1955). Ein neues rhodiumisotop (106) mit einer halbwertszeit von 117 minuten. Z. Naturforsch, 10 (1), 80.
- BARO, G., REY, P. & SEELMANN-EGGEBERT, W. (1956). Dos nuevos isótopos de rutenio y de radio: utilización de la energía atómica con fines pacíficos. Naciones Unidas, 7, 205-209.
- BARO, G., SEELMANN-EGGEBERT, W. & ZABALA, I. (1956). Sobre un isómero del rido-106: utilización de la energía atómica con fines pacíficos. Naciones Unidas, 7, 195-198.
- REY, P. & BARO, G. (1957). Un nuevo isótopo del osmio. Serie Química CNEA, 1 (110). 189-195.
- REY, P. & BARO, G. (1957). Un nuevo isótopo del osmio. Actas de la Conferencia Internacional de las Naciones Unidas sobre Utilización de la Energía Atómica con fines pacíficos, 14 (189).
- BARO, G., REY, P. (1957). Ein neues osmiumisotop von 6.5 min halbwertszeit Os-195, Z. Naturforsch, 12 (6), 520.
- RADICELLA, R., RODRIGUEZ, J., BARO, G. & HITTMAIR, O. (1958). Die ausbeute der kernreaktion Al-27 (d,2p) Mg-27, Z. Phys., 150 (5), 653 656.
- RADICELLA, R., RODRIGUEZ, J., BARO, G. & HIRRMAIR, O. (1958). Ausbeute der kernreaktion Ni-60 (d,2p) Cu-60, Z. Phys., 153 (3), 314 316.
- RADICELLA, R. RODRIGUEZ, J., BARO, G. & HITTMAIR, O. (1958). Rendimiento de la reacción nuclear Al-27 (d,2p) Mg-27, Serie Química CNEA, 1 (13), 187 194.
- REY, P. & BARO, G. (1958). A new osmium isotope with excess neutrons. Proceedings from the United Nations’ International Conference on Peaceful uses of Atomic Energy, 14, 189-192.
- BARO, G. (1959). Trivalent and pentavalent radioarsenic from the decay of Ge-77. Proceedings of the Conference on Recoil Effects due to Neutron Irradiation, Louvain, Bélgica.
- BARO, G. & ATEN, A. (1961). Chemical state of arsenic formed by nuclear transformation in the oxides of germanium and selenium. IAEA’s Proceedings of the Symposium on chemical effects of nuclear transformations, 2. 233.242.
- BARO, G., & FLEGENHEIMER, J. (1962). A 2.8 hour rhenium isotope. RadiochIm Acta, 1 (1), 2 3.
- FLEGENHEIMER, J., BARO, G. & VIIRSOO, M. (1963). The W-189---_Re-189 decay chain. Radiochim. Acta, 2, 7 8.
- LACHICA, F. & BARO, G. (1963). Estudio del movimiento de arenas en las cercanías del Puerto de Mar del Plata usando arena marcada con Ag-110. CNEA 100, Dic, 13.
- GOMEZ, H. & BARO, G. (1963). Neutron activation analysis of arsenic in human hairs and finger nails. Proceedings from the Second National Meeting. Societes for Applied Spectroscopy. San Diego, USA.
- BARO, G., DEGROSSI, O., OLIVARI, A., & PECCORINI, V. (1964). Tc-99m como sustituto del I-131, Actas del 1º Simposio Argentino de Medicina Nuclear, Mendoza, Argentina.
- BARO, G. (1964). Análisis por activación en biología. Actas del 1º Simposio Argentino de Medicina Nuclear, Mendoza, Argentina.
- FLEGENHEIMER, J. & BARO, G. (1964). 2.8 hours rhenium 190. Radiochim. Acta, 2, 210 212.
- BARO, G., GOMEZ, H. RUDELLI, M. & DEIBE, J. (1964). Análisis por activación de arsénico en cabellos y uñas de origen humano. CNEA 107, 8.
- DUPETIT, G., BARO, G., VIIRSOO, M. & FELGENHEIMER, J. (1963). Sobre algunos isótopos de iridio y platino con exceso de neutrones. Actas de la Conferencia Interamericana de Radioquímica, Montevideo, Uruguay,329-331.
- FLEGENHEIMER, J., BARO, G., & VIIRSOO, M. (1963). Serie de isobaros con número de masa 189, Actas de la Conferencia Interamericana de Radioquímica, Montevideo, Uruguay, 251-254.
- GOMEZ, H, RUDELLI, M., & BARO, G. (1963). Algunos problemas resueltos por análisis por activaión en la Argentina, Study Group meeting on the utilizations of research reactors, 1, 437-440.
- GOMEZ, H. & BARO, G. (1963). Análisis por activación neutrónica de cabellos y uñas de origen humano para determinar trazas de arsénico. Actas de la Conferencia Interamericana de Radioquímica, 1., Montevideo, Uruguay, 51-55.
- LACHICA, F. & BARO, G. (1963). Estudio del movimiento de arenas en las cercanías del Puerto de Mar del Plata usando arena marcada con Ag-110. Actas de la Conferencia Interamericana de Radioquímica. 1., Montevideo, Uruguay, 39-43.
- BARO, G., FLEGENHEIMER, J. & VIIRSOO, M. (1966). Dos nuevos radioisótopos de renio y tungsteno. CNEA 175, Dic, 24.
- BARO, G., GARCÍA AGUDO, E., & GOMEZ, H. (1966). Radioactive tracer study in Río de la Plata Report, CNEA s.1, 69.
- BARO, G., GARCÍA AGUDO, E., GOMEZ, H. & ROCCA, H. (1967). Trazadores radioactivos en el Río de la Plata, CNEA- s.1, 10 (1), 16 23.
- BARO, G., & GOMEZ, H. (1968). Informe preliminar sobre la determinación de posibles interconexiones entre aguas superficiales y alumbramientos en las subcuencas Guachin y Aguas Negras. CNEA Div. Aplicaciones, 15, 4.
- RODRIGUEZ, J. & BARO, G. (1968). Leyes de desintegración radiactiva, CNEA, 46.
- RODRIGUEZ, J. & BARO, G. (1968). Propiedades de las radiaciones nucleares y su interacción con la materia, CNEA, 47.
- BARO, G., GARCÍA AGUDO, E., & GOMEZ, H. (1968). Trazadores radiactivos en hidrología. Actas del 41 59.Congreso Nacional del Agua, San Juan, Argentina, 41.59.
- BARO, G., CASTAGNET, A, & GOMEZ, H. (1968). Aplicación de radioisótopos en la industria del petróleo, CNEA, 1.
- RUDELLI, M., ROCCA, H., & BARO, G. (1968). Non destructive activation analysis for arsenic and antimony in soft soldering alloys. National Bureau of Standards, Special publication, 312, 1, 544 550.
- BARO, G., & CASTAGNET, A. (1969). Present and future prospects of radioisotopes application in Argentine industry, Proceedings of the Meeting for Radiation and Isotope Technology in Latin America Developement, Puerto Rico.
- GOMEZ, H., ROCCA, H., GARCÍA AGUDO, E., & BARO, G. (1969). Balance de mercurio en celdas electrolíticas con trazadores radiactivos, CNEA EN, 8(15), 5.
- GOMEZ, H., BARO, G., & GARCÍA AGUDO, E. (1969). Estudio del movimiento de sedimentos en el Río de la Plata con trazadores radiactivos. American Nuclear Society, USAEC Division of Technical Extensión PRNC 135.
- BARO, G., & CASTAGNET, A. (1969). Estado actual y perspectivas de la aplicación de radioisópos en la industria argentina, CNEA EN 9 (16), 19.
- BARO, G., & CASTAGNET, A. (1969). Estado actual y perspectivas de la aplicación de radioisópos en la industria argentina, PRNC 135 Proceedings from the Topical meeting on radiation and isotope technology in latin american developement,, San Juan, Puerto Rico, 360 374.
- BARO, G., & CASTAGNET, A. (1969). Estado actual y perspectivas de la aplicación de radioisótopos en la industria argentina. American Nuclear Society; USAEC. Division of Technical Extension PRNC 135, 360 374.
- BARO, G. & FLEGENHEIMER, J. (1969). Panorama de las aplicaciones de radioisótopos en América Latina (panorama of radioisotope applications in Latin America), American Nuclear Society, USAEC, Division of Technical Extension PRNC 135, 65 72.
- BARO, G. & FLEGENHEIMER, J. (1969). Survey of radioisotope applications in Latin America, Isotop. Radit.Technol, 7 (4), 465 468.
- BARO, G. (1970). Aplicación de radioisótopos en sedimentología. Curso Regional de Aplicación de Radioisótopos en Hidrología, VI, 22.
- GOMEZ, H., BARO, G., & GILLEN, R. (1970). Determinación de filtraciones y permeabilidad en un embalse de tierra. Embalse Sumampa, Prov. de Catamarca, CNEA EN 15/32, 20.
- BARO, G. & CASTAGNET, A. (1970). Aplicación de radioisótopos en la ingeniería y la industria argentina, CNEA, Jul., 19.
- BARO, G. & FLEGENHEIMER, J. (1970). Survey of radioisotope applications in Latinamerica. Isotop. Radit.Technol., 7 (4), 465 468.
- AMBROSIS DE LIBANATI, N., & BARO, G. (1971). Estudios de post graduación y capacitación profesional en el ámbito de la CNEA. United Nations’ Proceedings of the International Conference on the Peaceful Uses of Atomic Energy. 4., Ginebra, Suiza, 511-528.
- BARO, G. (1972). Enseñanza de la metodología de radioisótopos en la medicina nuclear. Actas del 2 Congreso Argentino de Medicina y Biología Nuclear, San Martín de los Andes, Argentina.
- BARO, G. (1973). Las aplicaciones tecnológicas de radioistópos en la República Argentina. Actas de la 1 Reunión Científica de la Asociación Argentina de Tecnología Nuclear, Buenos Aires, Argentina.
- BARO, G. (1974). Aplicaciones tecnológicas de radioisóopos realizadas por la CNEA, Actas de la 2 Reunión Científica de la Asociación Argentina de Tecnología Nuclear, Mar del Plata, Argentina.
- GOMEZ, H., BARO, G., & GILLEN, R. (1975). Determinación de filtraciones y permeabilidad en un embalse de tierra, (Sumampa, Catamarca), CNEA 401, Nov. , 23.
- MOLINARI, J., FONTES, J., BARO, G., & GOMEZ, H., (1975). Estudio isotópico de la Cuenca Superior del Río Abaucan (Catamarca, Argentina). Cienc.Invest., 31 (5/6), 126 140.
- GIL GERBERINO, J., COHEN, I., KOROB, R., & BARO, G. (1975). Fission neutron averaged cross section of Tl-203 (n,2n) Tl-202 reaction. Journal of Inorganic and Nuclear Chemistry.
- BARO, G. & LAZOR, C. (1975). Las aplicaciones de los radioisótopos en la tecnología argentina, CNEA. Area Radioistopos y Radiaciones, CNEA NT 10/75, 21.
- COHEN, I., KOROB, R., & BARO, G. (1975). Reactor produced Tl-202. Determination of half life and gamma energies, International Journal of Applied Radiation Isot., 26, 403 405.
- GOMEZ, H., AYALA, L., REY, S., DELLE CHIAIE, H., GRAIÑO, J., BARO, G., & KOPP, U. (1975). Determinación de pérdidas de catalizador en unidad de cracking catalítico, CNEA NT 5/75, 24.
- KOROB, R., COHEN, I., LAGE, M, & BARO, G. (1975). Análisis por activación de talio en orina, a partir de la reacción Tl-203 (n,2n) Tl-202, Actas de la 3 Reunión Interamericana de Radioquímica, Sao Paulo, Brasil.
- BARO, G. (1976). Método del tritio, CONICET, Instituto de Geocronología y Geología Isotópica, Seminario sobre geología isotópica; aplicaciones en geocronología e isótopos ambientales. Buenos Aires, Argentina, 77-81.
- BARO, G. & LAZOR, C. (1976). Las aplicaciones de los radioistopos en la tecnología argentina, CNEA 424, 23.
- BARO, G. & LAZOR, C. (1976). Las aplicaciones de los radioistopos en la tecnología argentina, Energía Nuclear, 20 (100), 121 132.
- PALACIOS, C., LUGARZO, E., GOBBI, E., KOROB, R., COHEN, I., ROCCA, H., LAGE, M., & BARO, G. (1976). Análisis por activación de restos de disparos y su aplicación en química legal. CNEA, Gerencia de Radioisótopos y Radiaciones CNEA NT 21/76. 12.
- CORTO, H., BARO, G., FERNANDEZ PRINI, R., & MAROTTO, A. (1977). Permeability of epoxy coal tar films, Journal of Oil.
- GOMEZ, H. & BARO, G. (1977). Transporte de sedimentos por acarreo en el Río Paraná. Técnicas nucleares y batimétricas, Actas de las Reuniones Técnicas y Científicas de la Conferencia Mundial del Agua, Mar del Plata, Argentina.
- KOROB, R., COHEN, I., MIL, M., BARO, G. & GOMEZ, H. (1977). Consideraciones sobre aplicación de trazadores activables para estudios de contaminación en el Río de la Plata, Actas de las Reuniones Técnicas y Científicas de la Conferencia Mundial del Agua, Mar del Plata, Argentina.
- GOMEZ, H., GILLEN, R., MAGGIO, G., BARO, G. (1980). Trazadores radiactivos en las aguas subterráneas, para recuperación secundaria de petróleo, Actas del Simposio Interamericano de Hidrología Isotópica. Bogotá, Colombia.
- RESNISKY, S., BARO, G. & COHEN, I. (1980). Un método para el análisis por activación de talio en orina, Actas de la Reunión de la Asociación Química Argentina, Tucumán, Argentina.
- COHEN, I., RESNISKY, S., & BARO, G. (1981). Activation Analysis of thallium by Tl-203 (n,2n) Tl-202. Reaction in nuclear reactor, Journal of Radioanalitical Chemistry',1'.
- BARO, G. & FLEGENHEIMER, J. (1981). Memorias radioquímicas del ciclotrón. A los 25 años de la instalación del sincrociclotrón de Buenos Aires, Energía Nuclear, 1”, 26.28, ISSN 0326-0089.
- BARO, G. & FLEGENHEIMER, J. (1981). Memorias radioquímicas del ciclotrón, CNEA, Dept. de Física CNEA NT 23/81, 33 39.
- COHEN, I., MAGNAVACCA, C., & BARO, G. (1983). Some reaction cross section for molybdenum in a fission spectrum, Radiochim. Acta, 34, 157 158.
- PLA, R., COHEN, I., & BARO, G., Determinación de la sección eficaz de la reacción Sn-112 (n,2n) Sn-111, promediada sobre un espectro de fisión, Actas de la Reunión Científica de la Asociación Argentina de Tecnología Nuclear, Bahía Blanca, Argentina, 297-302.
- COHEN, I., MAGNAVACCA, C., & BARO, G. (1983). Caracterización de productos secundarios en el proceso de producción de Tc-99m. Evaluación de su actividad y radioexposición, Actas de la Reunión Científica de la Asociación Argentina de Tecnología Nuclear, Buenos Aires, Argentina, 323-336.
- COHEN, I., MAGNAVACCA, C., & BARO, G. (1983). Un método para la determinación de abundancia isotópica y masa de U-235 en plaquetas destinadas a la producción de Mo-99 por fisión, Actas de la Reunión Científica de la Asociación Argentina de Tecnología Nuclear, Buenos Aires, Argentina, 337-341.
- BARO, G., ROTTA, M., & VIIRSOO, M. (1987). Determination of gamma impurities in fission product Mo 99, Journal of Radioanalitical Nuclear Chemistry, Letter 119(4), 255 261.
- COHEN, I., MAGNAVACCA, C., & BARO, G. (1987). Determination of lithium by reactor activation analysis using the reactor chain: Li-6 (n,t) He-4; S-32 (t,n) Cl-34m, Journal of Radioanalitical Nuclear Chemistry, 112(2), 387 394.
- BARO, G., & PALMA DE SAEZ, L. (1989). Estudio de prefactibilidad para la instalación de un Centro de Desarrollo Tecnológico Nuclear, Ministerio de Industria y Minería. Oficina de Planeamiento y Presupuesto (FONADEP) . Montevideo, Uruguay.
- BARO, G. (1990). El mercado de Cobalto-60, Actas de la XVII Reunión Anual de la Asociación Argentina de Tecnología Nuclear, Buenos Aires, Argentina.
- BARO, G. NICOLINI, J. et al. (2004). Iodine-125 seeds for bachytheraphy produced in Argentine, V Radionuclide Conference, Bruselas, Bélgica.